# Fráňa Zemínová
Fráňa Zemínová, rozená jako Františka (15. srpna 1882 Dolní Chvatliny – 26. září 1962 Velichovky), byla česká politička národně socialistické strany (nazývána též národně sociální strana nebo československá socialistická strana) a představitelka ženského emancipačního hnutí.

## Biografie
Narodila se jako nejmladší z dvanácti dětí. Vystudovala obchodní školu a od svých 20 let až do roku 1918 pracovala jako účetní a prodavačka v pražském nakladatelství I. L. Kober. Od roku 1897 byla aktivní v národně sociální straně (členkou však mohla být až od roku 1912). V roce 1905 byla společně s Františkou Plamínkovou spoluzakladatelkou Výboru pro volební právo žen a řady ženských spolků. Aktivní byla nejen v odborovém, ale i feministickém hnutí. Známé bylo její vystoupení v Národním domě na Královských Vinohradech 10. prosince 1905 na manifestaci žen za volební právo Vystoupila vedle Karly Máchové, Alice Masarykové, Terézy Novákové a Františky Plamínkové.
Publikovala v měsíčníku Ženské snahy (1908–1914), v deníku České slovo a v Listu československých žen (1934–1938).
V letech 1918–1939 a 1945–1948 byla poslankyní československého parlamentu za národní socialisty, kde působila také jako místopředsedkyně (jako jediná žena v podobné funkci v ČSR) a předsedkyně Ústředí žen při straně národně socialistické. Mezi ženami tak drží absolutní primát v počtu let strávených v poslanecké lavici. V parlamentu důsledně prosazovala svůj program: zasadila se například o zrušení celibátu učitelek, o zrovnoprávnění žen s muži, mj. v zaměstnanosti, vyzývala k politické aktivitě žen. V meziválečné poslanecké sněmovně zasedala až do zrušení parlamentu v roce 1939. Ještě předtím, v prosinci 1938, přestoupila do poslaneckého klubu nově zřízené Strany národní jednoty. Po osvobození se znovu zapojila do budování národně socialistické strany a do Národní fronty žen. Usilovala také o prohlášení 7. března svátkem TGM. Zůstala svobodná a v posledních letech do Února bydlela se svou neteří Annou Stránskou.
Po únorovém převratu odešla na protest proti sílícímu vlivu komunistů z politického života. Přesto byla na podzim roku 1949 zatčena a následujícího roku ve svých 68 letech odsouzena k dvaceti letům vězení ve vykonstruovaném soudním procesu s Miladou Horákovou. Po jedenácti letech ve věznicích v Praze, Jihlavě a Plzni, kde pracovala jako švadlena, jí po dvou infarktech byl zbytek trestu prominut při velké amnestii prezidenta A. Novotného v roce 1960. Částečně se zachovaly její listy z vězení.
Zemřela roku 1962 ve Velichovkách ve věku 80 let. Pohřbena byla v rodinném hrobě na Vinohradském hřbitově.

## V kultuře
Fráňa Zeminová byla během normalizace často zobrazována v propagandistické a historické filmografii. Z porevoluční filmografie se objevila pouze ve filmu Milada. Zeminovou ztvárnily:
- Ludmila Roubíková – Dvacátý devátý (film, režie Antonín Kachlík, 1974)
- Marie Vášová – Osvobození Prahy (film, režie Otakar Vávra, 1977)
- Miriam Hynková – Gottwald (seriál, režie Evžen Sokolovský, 1986)

- Zuzana Hodková (mluví Alena Štréblová) – Milada (film, režie David Mrnka, 2017)

## Citáty
| „                                                                                       | Já nejsem dáma, já jsem nepřítel! | “ |
| — Fráňa Zemínová poté, co ji Jan Šrámek popřál dobré zdraví a oslovil „Velectěná dámo!“ |                                   |   |